# 週刊ポケモン放送局
『週刊ポケモン放送局』（しゅうかんポケモンほうそうきょく）は、テレビ東京系列で2002年10月15日から2004年9月28日まで放送されていたポケモン情報バラエティ番組。略称は「週ポケ」。2004年10月からは『ポケモン☆サンデー』に引き継がれた。

## 概要
「ポケモンワールドを取り扱ったテレビ局」と題し、『ポケットモンスター アンコール』からの放送時間帯を引き継いだ、火曜日19:00からの30分番組として放送。
テレビアニメ『ポケットモンスター』で人気のあった話の再放送や、サイドストーリー（後述）の放映も行った他、過去のアニメの名シーンを集めたバラエティ番組（珍プレー好プレー、特定のテーマを扱ったランキング、視聴者のリクエスト等）を放送した。
2003年11月には、新感覚ドッジボール「キモリのしっぽ」や「ポケフリゲーム」といったコーナーがスタート。この時期前後から放送開始当初はほとんどなかったポケモン関連情報のレポート等、実写パートが増加しており、アニメの名シーンをまとめたコーナーは次第に縮小されていった。
スポンサーは任天堂を含む複数社提供である。
尚、番組エンディングテーマには浅倉大介のアルバム「D-Trick」に収録されている『Bridge Of Harmony』が使用された。

## 出演者
番組進行
- カスミ（声 - 飯塚雅弓）
- タケシ（声 - うえだゆうじ（旧名：上田祐司））

番組の司会者で進行役。カスミはチャイナドレス、タケシは胸に大きなリボンをつけた派手なタキシードで登場する。ボケ役をかます（主に年上の美人女性の事で）タケシにカスミがほぼ毎回制裁するシーンが定番。
準レギュラー
- KABA.ちゃん
- 相原真奈美
- 塩コショー（ベルナール・アッカ・レックス・ジョーンズ）
- ロケット団
  - ムサシ（声 - 林原めぐみ）
  - コジロウ（声 - 三木眞一郎）
  - ニャース（声 - 犬山イヌコ（旧名：犬山犬子））

番組を乗っ取ろうとするも、毎回失敗に終わっている。
- エライバー（演 - 田中宏和[1]）
- キモリ（声 - うえだゆうじ（旧名：上田祐司））

その他
- ナレーション：木村匡也、堀内賢雄（サイドストーリーの6・7・9・10話）

## ポケットモンスター サイドストーリー
2002年12月よりサトシと関わりがある人物を主役とした『ポケットモンスター サイドストーリー』という新作アニメが全18話放送された。同時期に放送されていた『アドバンスジェネレーション』シリーズとリンクしている部分が見られる。
主役となるキャラクターはタケシ（1話）、カスミ（2話、5話、11話、16話）、ムサシ・コジロウ・ニャース（3話、12話）、オーキド博士（4話、14話、15話）、ケンジ（4話、8話、14話、15話）、ヒロシ（8話、13話、18話）、シゲル（15話）、ナナコ（17話）。6話、7話、9話、10話はピチュー兄弟が住んでいるミレニアムタウンが舞台になっている。ムサシ・コジロウ・ニャースがホウエン地方に赴いているため、ヤマトとコサブロウが悪役として高頻度で登場する。本編の主人公であるサトシやピカチュウなどがほとんど登場しないのは本作が初となる。本編終了後にサトシ以外の登場人物の番外編が描かれるのは『ポケットモンスター ダイヤモンド&パール』や『ポケットモンスター ベストウイッシュ』にも受け継がれている。
アニメーション制作はオー・エル・エムであるが、担当チームが各話ごとに異なっている。また、キャラクターデザインなどの主要スタッフも入れ替わりが起きている。
また、レンタル限定で「ポケットモンスター サイドストーリー」（第1話～第4話）、「ポケットモンスター サイドストーリー2　ニャースとピチューブラザーズ」（第5話～第10話）、「ポケットモンスター サイドストーリー3　もうひとつのセレビィ伝説」（第11話～第14話）、「ポケットモンスター サイドストーリー4　ナナコとリザードン! 炎の猛特訓!」（第15話～第18話）の4巻が販売された。VHSは順次で、4巻目のレンタル開始と同時に全てDVD化した。

### スタッフ
- 原案 - 田尻智
- スーパーバイザー - 石原恒和
- アソシエイトプロデューサー - 吉川兆二
- アニメーション監修 - 小田部羊一
- 総監督 - 湯山邦彦（第6・7・18話）
- 監督 - 湯山邦彦（第1話-第5話）→須藤典彦（第6話-第18話）
- 美術監督 - 金村勝義
- 総作画監督 - 山田俊也
- 構成 - 根田真児、江秀樹、伊部譲二
- ビジュアルコーディネーター - 山口美恵子
- 演出 - KARA.ちゃん、相原真奈美、塩コショー
- 企画 - 岩田圭介（第1話 - 第134話）→深沢幹彦（第135話 - 第182話）（テレビ東京）、陣内弘之、久保雅一、鶴宏明
- 色彩設計 - 吉野記通、池田弘子（第11話-第14話）、樋田由紀子（第18話）
- 撮影監督 - 白井久男（第1話-第10話、第15話-第17話）、水谷貴哉（第11話-第14話、第18話）
- 編集 - 辺見俊夫
- 音楽 - 宮崎慎二
- CGアニメ - 野口智美
- キャラクターデザイン - 一石小百合
- アシスタントディレクター - 谷口智子
- EED - 永吉信弘
- 音響監督 - 三間雅文
- 技術協力 - CUBE SUGAR
- MA - 大石篤
- 協力 - クリーチャーズ、日本EJシステム
- アニメーションプロデューサー - 神田修吉
- ディレクター - 名取禎
- アシスタントプロデューサー - 福田剛士、島村優子
- アニメーション制作 - オー・エル・エム
- プロデューサー - 松山進、盛武源
- 製作 - テレビ東京、小学館プロダクション

### エンディングテーマ
1. 「タケシのパラダイス」（第1話）
歌 - タケシ（上田祐司） / 作詞 - 戸田昭吾 / 作曲・編曲 - たなかひろかず
2. 「ラプラスにのって」（第2話、第11話、第16話）
歌 - カスミ（飯塚雅弓）・ラプラス（愛河里花子） / 作詞 - 川村久仁美 / 作曲・編曲 - たなかひろかず
3. 「前向きロケット団!」（第3話、第12話）
歌 - ロケット団（ムサシ、コジロウ、ニャース） / 作詞 - 戸田昭吾 / 作曲・編曲 - たなかひろかず
4. 「ひゃくごじゅういち」（第4話、第14話）
歌 - オーキド博士（石塚運昇）とポケモンキッズ / 作詞 - 戸田昭吾 / 作曲 - たなかひろかず / 編曲 - 渡部チェル
5. 「ポケッターリ モンスターリ」（第5話、第15話、第17話、第18話）
歌 - 可名 / 作詞 - 戸田昭吾 / 作曲・編曲 - たなかひろかず / 振付 - 蔦美代子
6. 「ニャースのパーティ」（第6・7話）
歌 - ニャース（犬山イヌコ）、ゲスト：ムサシとコジロウ / 作詞 - 戸田昭吾 / 作曲・編曲 - たなかひろかず
7. 「ポケモン音頭」（第8話）
歌 - ガルーラ小林 / 作詞 - 戸田昭吾 / 作曲 - たなかひろかず / 編曲 - 渡部チェル
8. 「ポルカ・オ・ドルカ」（第9・10話）
歌 - ニャース（犬山イヌコ）&ノルソル合唱団 / 作詞 - 戸田昭吾 / 作曲・編曲 - たなかひろかず / 振付 - パパイヤ鈴木
9. 「ぼくのベストフレンドへ」（第13話）
歌 - 岩崎宏美 / 作詞 - 川村久仁美 / 作曲・編曲 - たなかひろかず

### 各話リスト
| 放送日         | 話数 | サブタイトル                             | 脚本     | 絵コンテ   | 演出       | キャラクター デザイン                     | 総作画監督   | 作画監督     | アニメーション制作 （制作協力）            | 制作担当 |
| -------------- | ---- | ---------------------------------------- | -------- | ---------- | ---------- | ----------------------------------------- | ------------ | ------------ | ------------------------------------------ | -------- |
| 2002年 12月3日 | 1    | タケシ! ニビジムをすくえ!                | 冨岡淳広 | 辻初樹     | 渡辺正彦   | 一石小百合                                | 毛利和昭     | 井ノ上ユウ子 | OLM TEAM KOITABASHI                        | 小板橋司 |
| 12月10日       | 2    | ハナダジムのリベンジマッチ!              | 園田英樹 | 浅田裕二   | 浅田裕二   | 一石小百合                                | 毛利和昭     | 岩根雅明     | OLM TEAM OTA （スタジオコクピット）        | 太田昌二 |
| 12月17日       | 3    | がんばれ! 前向きロケット団               | 武上純希 | 村田和也   | 西村博昭   | 一石小百合                                | 毛利和昭     | 松岡秀明     | OLM TEAM IWASA                             | 岩佐がく |
| 2003年 1月14日 | 4    | オーキド邸だいけっせん!!                 | 大橋志吉 | 辻初樹     | 渡辺正彦   | 一石小百合                                | 毛利和昭     | 佐藤和巳     | OLM TEAM KOITABASHI                        | 小板橋司 |
| 2月25日        | 5    | カスミ! ブルーバッジをゲットせよ!        | 大橋志吉 | 須藤典彦   | 藤本義孝   | 一石小百合                                | 毛利和昭     | 徳田夢之介   | OLM TEAM OTA                               | 太田昌二 |
| 3月4日         | 6    | 出会いのミレニアムタウン                 | 武上純希 | 辻初樹     | 橋本三郎   | 松原徳弘                                  | 松原徳弘     | 渡辺章       | OLM TEAM KOITABASHI （タマプロダクション） | 小板橋司 |
| 3月4日         | 7    | アルバイトはたいへんニャース!?           | 武上純希 | 辻初樹     | 橋本三郎   | 松原徳弘                                  | 松原徳弘     | 渡辺章       | OLM TEAM KOITABASHI （タマプロダクション） | 小板橋司 |
| 4月8日         | 8    | ポケモン捜査網! オーキド博士をさがせ!!   | 大橋志吉 | 辻初樹     | 樫山聡之   | 松原徳弘                                  | 松原徳弘     | 才木康寛     | OLM TEAM IGUCHI                            | 井口憲明 |
| 6月17日        | 9    | 迷探偵ニャース参上!                      | 武上純希 | 辻初樹     | 渡辺正彦   | 松原徳弘                                  | 松原徳弘     | 井ノ上ユウ子 | OLM TEAM KOITABASHI                        | 小板橋司 |
| 6月17日        | 10   | メイッコルリリは大迷惑?                  | 武上純希 | 辻初樹     | 渡辺正彦   | 松原徳弘                                  | 松原徳弘     | 佐藤和巳     | OLM TEAM KOITABASHI                        | 小板橋司 |
| 9月2日         | 11   | カスミ真剣勝負! 命かけます!?             | 大橋志吉 | 鎌倉由実   | 鎌倉由実   | 一石小百合                                | 一石小百合   | 志村隆行     | OLM TEAM IWASA                             | 岩佐がく |
| 9月30日        | 12   | ロケット団 愛と青春の原点                | 武上純希 | 辻初樹     | 渡辺正彦   | 一石小百合                                | 一石小百合   | 井ノ上ユウ子 | OLM TEAM IWASA                             | 岩佐がく |
| 10月7日        | 13   | もうひとつのセレビィ伝説                 | 藤田伸三 | 辻初樹     | 西村博昭   | 一石小百合                                | 一石小百合   | 東海林康和   | OLM TEAM IWASA                             | 岩佐がく |
| 10月14日       | 14   | マサラタウン、ポケモントレーナーの旅立ち | 松井亜弥 | 鎌倉由実   | 鎌倉由実   | 一石小百合                                | 一石小百合   | 志村隆行     | OLM TEAM IWASA                             | 岩佐がく |
| 2004年 3月16日 | 15   | ポケモン研究者シゲルと復活のプテラ       | 大橋志吉 | 浅田裕二   | 浅田裕二   | -                                         | 山田俊也     | 玉川明洋     | OLM TEAM OTA （スタジオコクピット）        | 太田昌二 |
| 9月14日        | 16   | カスミとラブカス! ラブバトル!            | 米村正二 | 辻初樹     | 樫山聡之   | 一石小百合 松原徳弘                       | 井ノ上ユウ子 | 佐藤陵       | OLM TEAM IGUCHI                            | 井口憲明 |
| 9月21日        | 17   | ナナコとリザードン! 炎の猛特訓!          | 園田英樹 | 入好さとる | マキノ吉高 | 一石小百合 松原徳弘 井ノ上ユウ子          | 井ノ上ユウ子 | 金子匡邦     | OLM TEAM KOITABASHI （ジェイ・シー・エフ） | 小板橋司 |
| 9月28日        | 18   | 天駆ける伝説 ヒロシとファイヤー!         | 米村正二 | 入好さとる | 徳本善信   | 一石小百合 松原徳弘 毛利和昭 井ノ上ユウ子 | 井ノ上ユウ子 | 佐藤和巳     | OLM TEAM KOITABASHI                        | 小板橋司 |

## ネット局
2004年8月時点。特筆の無い限り全てテレビ東京系列。
| 放送期間（または、放送体制）   | 放送時間           | 放送局         | 対象地域       | 備考   |
| ------------------------------ | ------------------ | -------------- | -------------- | ------ |
| 2002年10月15日 - 2004年9月28日 | 火曜 19:00 - 19:30 | テレビ東京     | 関東広域圏     | 製作局 |
|                                |                    | テレビ北海道   | 北海道         |        |
|                                |                    | テレビ愛知     | 愛知県         |        |
|                                |                    | テレビ大阪     | 大阪府         |        |
|                                |                    | テレビせとうち | 岡山県・香川県 |        |
| 遅れネット                     | 土曜 7:00 - 7:30   | TVQ九州放送    | 福岡県         |        |
|                                | 月曜 18:30 - 19:00 | 岐阜放送       | 岐阜県         | 独立局 |
|                                | 火曜 19:00 - 19:30 | テレビ和歌山   | 和歌山県       | 独立局 |

## 註
1. ↑  http://www.hirokazutanaka.com/gallery/1960/01/2004eraiver.html
2. ↑  第2・15話は「作画協力」、第6・7・17話は「アニメーション制作協力」。
3. ↑  『アニメディア』2004年9月号『TV STATION NETWORK』（121 - 123頁）
4. ↑  テレビ放送対象地域の出典：
  - 政府規制等と競争政策に関する研究会 (2009年10月9日). “放送分野の動向及び規制・制度（資料2）” (PDF). 通信・放送の融合の進展下における放送分野の競争政策の在り方.  公正取引委員会. p. 2. 2018年10月24日閲覧。
  - “基幹放送普及計画”. 郵政省告示第六百六十号.  総務省 (1988年10月1日). 2022年5月11日閲覧。
  - “地デジ放送局情報”.  一般社団法人デジタル放送推進協会. 2022年8月5日閲覧。